# Oscaecilia ochrocephala
Oscaecilia ochrocephala é uma espécie de anfíbio gimnofiono da família Caeciliidae. A sua distribuição natural inclui a Colômbia e o Panamá. O seu habitat é predominantemente subterrâneo, já tendo sido encontrada a 10 m de profundidade durante construção de edifícios.